# Megantic (paquebot)
Le Megantic est un paquebot transatlantique britannique de la White Star Line mis en service en 1909. Lors de sa mise en construction dans les chantiers Harland & Wolff de Belfast, le navire est nommé Albany et destiné à la Dominion Line, mais la propriété est rapidement transférée à la White Star. Le paquebot sert également de témoin dans une expérience menée par les chantiers : équipé des classiques machines à triple expansion alimentant ses hélices, il est mis en concurrence avec son jumeau, le Laurentic, disposant d'une propulsion d'un nouveau type, afin de savoir laquelle est la plus efficace pour la construction de futurs navires. Le Laurentic se révèle être le plus économique des deux navires.
Avec son jumeau, le Megantic est affecté à la ligne entre Liverpool et le Canada sur un service conjoint assuré par la White Star et la Dominion Line. Les cinq années qui suivent sont calmes, avant que la Première Guerre mondiale n'éclate. Après avoir amené sur le front des troupes canadiennes, le navire conserve dans un premier temps son service civil, assurant cette fois-ci la ligne de New York, avant d'être réquisitionné et transformé en transport de troupes à partir de 1915, et ce jusqu'à la fin du conflit. Après la guerre, il reprend son service canadien.
À partir de 1927, l'intégration de la White Star à la Royal Mail Steam Packet Company entraîne l'arrivée de nouveaux navires sur la ligne, rendant le Megantic inutile. Après avoir été brièvement prêté au gouvernement britannique pour transporter des troupes en Chine, il est affecté à une nouvelle ligne vers Québec. Lorsque la crise économique réduit ses bénéfices, il est finalement utilisé pour des croisières. Sa rentabilité restant faible, il est retiré du service en 1931, puis démoli deux ans plus tard.

## Histoire

### Conception et construction

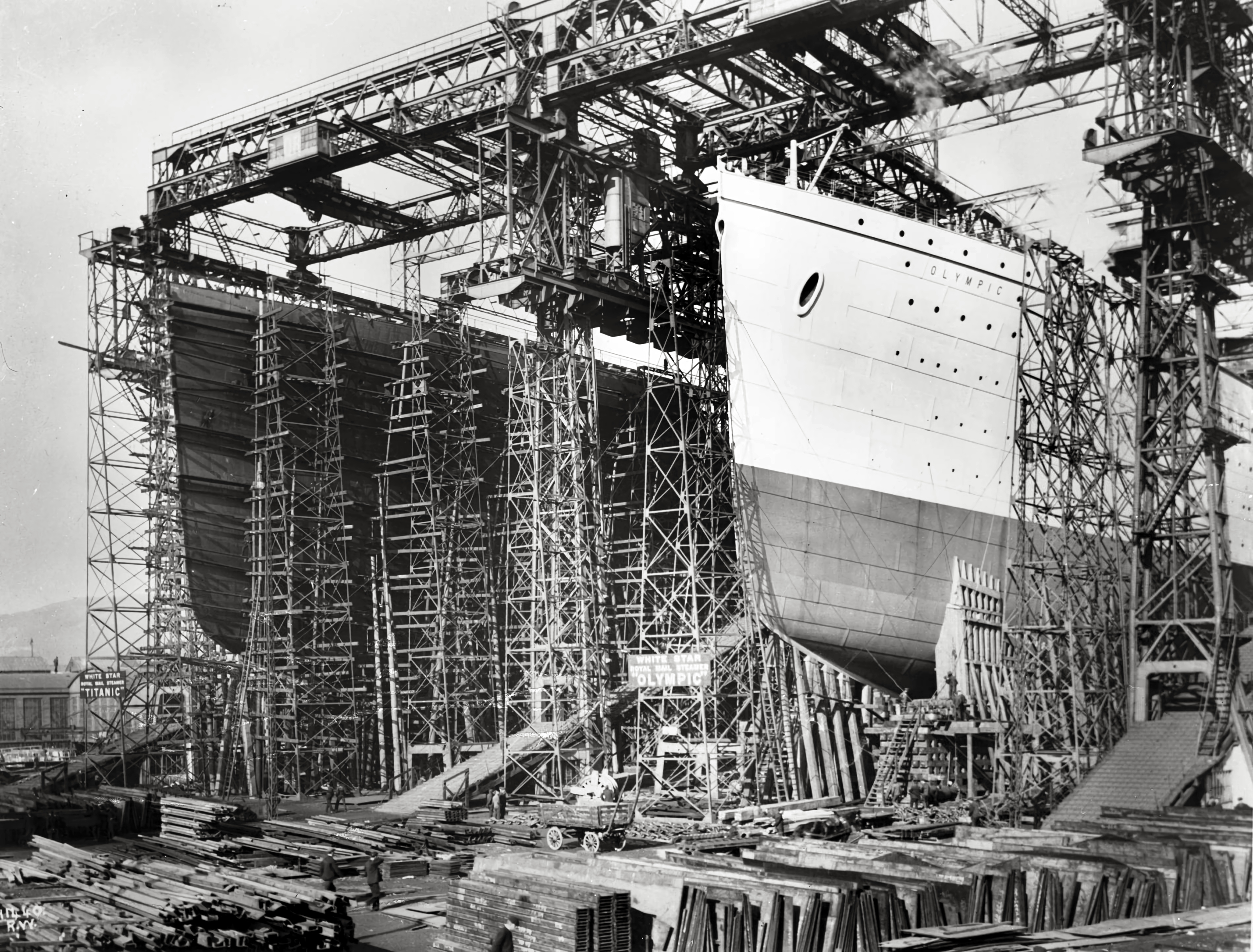
Le Megantic et le Laurentic servent d'expérience pour déterminer la propulsion des navires de classe Olympic, alors en construction.

Depuis la fin du XIXe siècle, la Dominion Line exploite des paquebots sur la ligne de Liverpool au Canada. Cependant, au cours des années 1900, la concurrence se fait rude sur la ligne, notamment de la part de la Canadian Pacific et de l'Allan Line. C'est pour faire face à cette concurrence que l'entreprise demande en 1907 la mise en construction de deux nouveaux navires dans les chantiers Harland & Wolff de Belfast, l'Albany et l'Alberta. Depuis 1902, la Dominion Line est intégrée à un trust américain regroupant plusieurs compagnies maritimes, l'International Mercantile Marine Co. Afin d'optimiser l'exploitation des différentes flottes, des transferts ont eu lieu à cette époque. C'est ainsi qu'en 1903, quatre navires de la Dominion, ainsi que l'exploitation de la ligne de Liverpool à Boston ont été cédées à la White Star Line. C'est suivant le même procédé que, peu après le début de leur construction, les deux navires sont cédés à la White Star et renommés Megantic et Laurentic. Les deux navires sont en effet les plus gros construits à l'époque pour la ligne canadienne, et l'occasion semble idéale pour lancer un nouveau service conjoint entre la White Star et la Dominion Line. Si cette dernière perd deux navires de prestige, l'opération lui reste profitable, car le nouveau service bénéficie de la très bonne réputation qu'a alors sa partenaire.
Le Megantic est lancé le 10 décembre 1908. À cette époque, la Cunard Line utilise sur ses nouveaux navires (notamment le Lusitania et le Mauretania) un nouveau type de propulsion : la turbine. La White Star et les chantiers Harland & Wolff restent pour leur part méfiants à l'égard de cette nouvelle technologie. Lorsque la Cunard avait conçu ses nouveaux navires, elle avait mené une expérience en équipant deux nouveaux paquebots plus petits (le Lucania et le Campania) de deux appareils de propulsion différents, afin de voir lequel était le meilleur. La White Star, qui conçoit alors ses futurs paquebots de classe Olympic, décide donc d'appliquer la même méthode avec le Megantic et le Laurentic. Le premier est donc équipé de deux hélices actionnées par les classiques machines à triple expansion, tandis que le second dispose de trois hélices : deux utilisent le même système que le Megantic, la troisième, au centre, est actionnée par une turbine. Il devient évident, dès les premières traversées des navires, que le Laurentic est bien plus économique et rapide, mais une adaptation de la propulsion du Megantic demanderait une reconstruction totale de sa poupe, trop coûteuse, et le navire garde durant toute sa carrière son mode de propulsion original.

### Début de carrière et Première Guerre mondiale

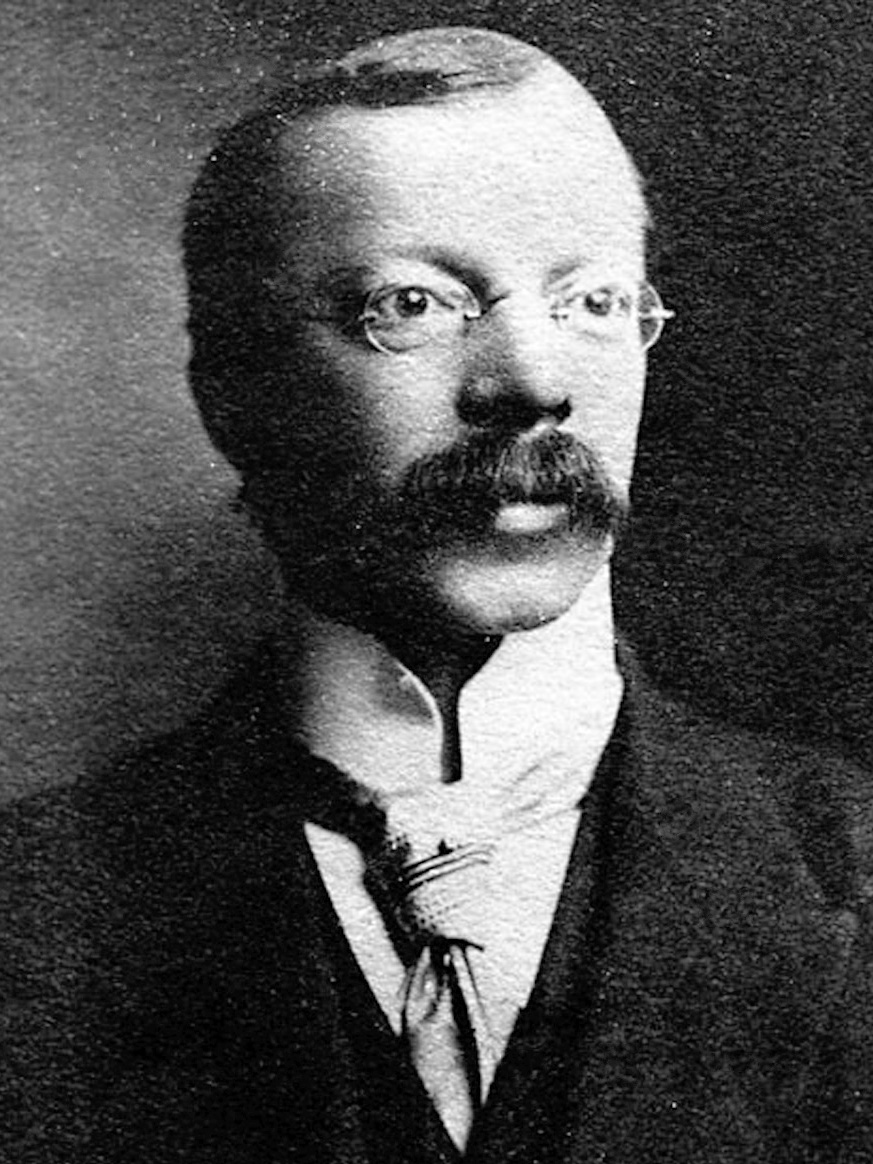
En 1910, le Megantic ramène le docteur Crippen au Royaume-Uni, où il est exécuté.

Terminé le 4 juin 1919, le Megantic effectue sa traversée inaugurale le 17 juin suivant, entre Liverpool, Québec et Montréal. Avec le Laurentic entré en service peu avant, il est le plus gros navire sur la ligne canadienne, dépassant les paquebots Empress of Ireland et Empress of Britain de la Canadian Pacific. Grâce à son arrivée, le service conjoint à destination du Canada peut assurer des départs hebdomadaires : en effet, outre les deux navires de la White Star, naviguent également deux autres de la Dominion Line, le Canada et le Dominion. Un an plus tard, le 27 mai 1910, le Megantic subit une collision avec un petit navire à vapeur, le J.H. Plummer, à Montréal. Les dégâts retardent son départ d'une journée. La même année, le Megantic joue un rôle dans l'arrestation du docteur Hawley Harvey Crippen, accusé du meurtre de son épouse. Crippen s'échappait en effet vers le Canada à bord du Montrose pour échapper à la juridiction britannique, mais l'inspecteur Dew de Scotland Yard, embarqué à bord du Laurentic, avait réussi à le rattraper. C'est ensuite à bord du Megantic que le docteur regagne le Royaume-Uni, pour y être pendu.
Le service canadien prospère, et les navires sont rejoints dès 1911 par le Teutonic, devenu inutile sur la ligne de New York. Lorsque survient la Première Guerre mondiale, le Megantic et son jumeau sont réquisitionnés pour transporter des troupes : ils prennent ainsi part à un convoi de 32 navires quittant la baie de Gaspé le 3 octobre 1914. Le convoi transporte alors 35 000 soldats canadiens. À l'approche des côtes britanniques, le convoi se divise en escadrons devant rejoindre chacun un port précis. Le Megantic, rejoignant l'escadron « blanc » avec le Bermudian, le Royal Edward et le Franconia, atteint ainsi Plymouth puis Devonport le 14 octobre. Du 30 novembre 1914 au 21 avril 1915, le navire reprend son service civil entre Liverpool et New York, cette fois-ci, afin de compenser le départ de plus gros navires réquisitionnés. À partir d'avril 1915, il redevient transport de troupes avec une capacité de 1 800 hommes, et est opéré à partir de 1917 dans le cadre du Liner Requisition Scheme.
Le 24 février 1917, le Megantic est attaqué par le sous-marin allemand UB-43, mais parvient à s'échapper sans subir de dommages. Le Laurentic n'a pas la même chance : un mois plus tôt, le 25 janvier, il a disparu après avoir heurté une mine. Le 11 décembre 1918, le Megantic effectue pour sa part sa première traversée d'après-guerre, toujours entre Liverpool et New York : la plupart des navires de la White Star sont alors encore en service militaire. Il y reste jusqu'au 1er avril 1919.

### Après-guerre: reconversions et fin de carrière

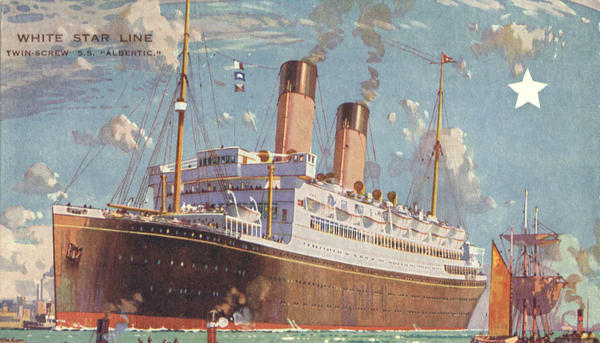
L'arrivée de l'Albertic et de deux autres navires en 1927 rend le Megantic obsolète.

Au printemps 1919, le Megantic subit une nécessaire refonte afin d'effacer les traces de son service de transport de troupes. Ses installations sont également revues, réduisant fortement sa capacité de transport de passagers de troisième classe. Il reprend son service en mai 1919 aux côtés du Canada, puis est rejoint par un nouveau navire spécialisé dans le transport de migrants, le Vedic, en 1920. Durant cette même période, afin de rentabiliser le navire durant les hivers, le Megantic est affecté à des croisières dans les Caraïbes au départ de New York durant cette période. Le 9 janvier 1920, le Megantic effectue une traversée exceptionnelle en service conjoint pour la White Star et la Shaw, Savill & Albion Line, transportant des officiels du gouvernement à Sydney, Wellington, Panama et New York. Il retourne ensuite sur la ligne canadienne. À partir de 1923, deux nouveaux navires rejoignent la ligne, le Doric pour la White Star Line et le Regina pour la Dominion Line. Le service conjoint cesse cependant bientôt, devenant la propriété exclusive de la White Star qui récupère en 1925 le Regina.
Afin de s'adapter à ce nouveau contexte, le Megantic est refondu en mai 1924 : sa première classe devient une classe cabine aux tarifs moins élevés, et le navire se révèle populaire sous cette nouvelle forme. Cependant, en 1927, la White Star est intégrée à la Royal Mail Steam Packet Company, qui lui octroie deux nouveaux navires, l'Albertic et le Calgaric. Un nouveau Laurentic est également mis en service la même année. Tous trois entrent sur la ligne du Canada. Dans ces conditions, le Megantic n'est plus nécessaire, et est retiré et affrété par le gouvernement britannique qui l'utilise, en 1927, pour transporter des troupes à Shanghai par crainte de voir les nationalistes chinois mettre en danger les Britanniques vivant dans la région.
De retour, en mars 1928, le Megantic subit une nouvelle refonte et part le 22 mars de Londres pour un service passant par Le Havre, Southampton, Halifax et New York. À partir du mois d'avril, la ligne est étendue à Montréal et Québec durant les mois d'été, et est assurée par le Megantic de concert avec l'Albertic. La crise économique de 1929 atteint vite sévèrement la rentabilité de ce service. Dès 1930, le Megantic (tout comme le Calgaric, le Laurentic et d'autres navires de la compagnie) est affecté à des croisières plus économiques que ses traversées afin de le rentabiliser malgré la baisse du nombre de passagers. Il retourne brièvement sur la route canadienne et effectue sa dernière traversée le 16 mai 1931. Trop peu rentable, il est ensuite mis au repos en juillet. En février 1933, vendu à des démolisseurs, il est conduit à Osaka pour y être démantelé.

## Caractéristiques

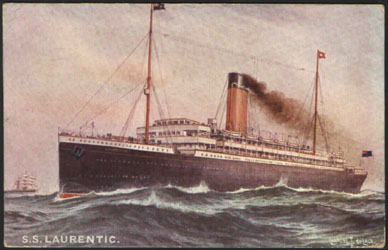
Le Laurentic diffère du Megantic par sa propulsion et est légèrement plus volumineux.

Avec 14 878 tonneaux de jauge brute, le Megantic est l'un des plus grands navires de son époque sur la ligne du Canada, bien que le Laurentic le dépasse de 14 tonneaux. Tous deux mesurent 167,7 mètres sur 20,5, ont un tirant d'eau de 12,6 m et comportent trois ponts continus.  Les deux navires arborent une silhouette similaire, avec deux mâts entourant une unique cheminée, aux couleurs de la compagnie (ocre brun avec une manchette noire). C'est leur propulsion qui les différencie principalement : alors que le Laurentic est propulsé par trois hélices, dont une actionnée par une turbine, le Megantic utilise un système plus ancien, avec deux hélices entraînées par des machines alternatives à triple expansion. Le Laurentic se révèle de loin le plus économique, consommant 15 à 20 % de charbon en moins que son jumeau. La propulsion du Megantic ne peut cependant pas être modifiée après-coup, mais la compagnie s'en satisfait, le navire pouvant filer à une vitesse de 16 à 17 nœuds, suffisante pour son service.
À ses débuts, le Megantic peut transporter 260 passagers de première classe dans des installations confortables situées au centre du navire, là où il est le plus stable ; 430 passagers de deuxième classe répartis sur deux ponts au niveau du mât arrière, et 1 000 passagers de troisième classe, abrités à l'avant et à l'arrière des ponts inférieurs. En 1920, la répartition est revue pour s'adapter à la baisse du nombre de migrants sur cette ligne et à l'arrivée de navire comme le Vedic, spécialement destinés à cette clientèle. Le navire peut donc désormais faire voyager 325 passagers de première, 260 de deuxième et 550 de troisième classe. En 1924, enfin, il est à nouveau refondu : cette fois-ci, il est capable de transporter 452 passagers de classe cabine (une première classe aux tarifs moins élevés, le navire étant moins rapide que la concurrence), 260 de « deuxième classe cabine » et 550 passagers de troisième.